# Olivia Barclay
Olivia Barclay (Essex, 12 december 1919  - Kent, 1 april 2001) was een Engels astrologe, bekend om haar belangrijke bijdrage aan de herleving van de klassieke astrologie in de late 20e eeuw. 
Nadat Robert Zoller in  1976 begonnen was de geschriften van een andere middeleeuwse astroloog, Guido Bonatti, te vertalen, was het Barclay's verdienste om het werk van de 17e-eeuwse astroloog William Lilly terug onder de aandacht te brengen. Zoller en Barclay initieerden hiermee een beweging binnen de astrologie die een terugkeer betekende naar opvattingen en technieken die vanwege de verwetenschappelijking van het wereldbeeld lange tijd verborgen waren gebleven.
In 1980 verkreeg Barclay een oorspronkelijk exemplaar van Lilly's magnum opus, Christian Astrology en liet het in 1985 als facsimile herdrukken. De verspreiding van Christian Astrology was de rechtstreekse aanleiding voor een ware renaissance van de traditionele astrologie. Het stimuleerde het toepassen van sinds de verlichting vergeten oude technieken, evenals de studie van de astrologische tradities van Babyloniërs, Grieken, Egyptenaren, Perzen, Arabieren en westerse beoefenaars van astrologie uit de middeleeuwen en uit de renaissance.
Naast haar werk als professioneel astrologe gaf Barclay les in uurhoekastrologie. Veel van haar leerlingen zouden later een impact hebben op het hedendaagse astrologische denken. De meeste astrologiebeoefenaars van die tijd werden beïnvloed door de 20e-eeuwse psychologie (zie: psychologische astrologie). Barclay's  publicatie van Lilly's werken was een poging om de astrologie weer terug te voeren naar haar traditionele wortels.
Barclay richtte een schriftelijke cursus in, die leidde tot de kwalificatie "QHP" (Qualified Horary Practitioner, Gekwalificeerd uurhoekbeoefenaar). Deze cursus bestond uit een reeks van twaalf lessen, die afgesloten werd met een proef waarbij de student een succesvolle voorspelling moest doen met behulp van uurhoekastrologie.
Barclay schreef Horary Astrology Rediscovered (Uurhoekastrologie herontdekt), een in 1990 gepubliceerd werk dat een gedetailleerde beschrijving gaf van de theorie, praktijk en de geschiedenis van uurhoekastrologie. Het bevatte ook materiaal van haar correspondentiecursus.
Het is Barclay's verdienste dat zij uit de gunst geraakte en als occult beschouwde technieken terug onder de aandacht bracht. Haar inspanningen brachten de beoefening van uurhoekastrologie, die ook de focus van Lilly's Christian Astrology vormde, op een hoger niveau. Tegenwoordig maken deze uurhoektechnieken deel uit van de astrologische praktijk. 